# Elymniopsis ugandae
Elymniopsis ugandae is een vlinder uit de onderfamilie Satyrinae van de familie Nymphalidae. De wetenschappelijke naam van de soort is voor het eerst geldig gepubliceerd in 1908 door Karl Grünberg.